# Imperio tibetano
El Imperio tibetano (en tibetano: བོད་ཆེན་པོ, wylie: bod chen po, tdl. ‘Gran Tíbet’; en chino tradicional, 吐蕃; pinyin, Tǔbō / Tǔfān) fue un imperio centrado en la meseta tibetana, formado como resultado de la expansión imperial bajo la dinastía Yarlung anunciada por su 33.º rey, Songtsen Gampo, en el siglo VII. El imperio se expandió aún más bajo el reinado del 38.º rey, Trisong Detsen, y alcanzó su máxima extensión bajo el reinado del 41.º rey, Rapalchen, cuyo tratado de 821-823 se firmó entre el Imperio tibetano y la dinastía Tang. Este tratado, tallado en el Pilar de Jokhang, delimitó al Tíbet como poseedor de un área más grande que la meseta tibetana, extendiéndose al este hasta Chang'an, al oeste más allá del moderno Afganistán.
La dinastía Yarlung fue fundada en el año 127 a. C. en el valle de Yarlung, a lo largo del río Yarlung, al sur de Lhasa. La capital de los Yarlung fue trasladada en el siglo VII desde el palacio de Yumbulingka a Lhasa por el 33.º rey Songsten Gampo, y al Fuerte Rojo durante el período imperial que continuó hasta el siglo IX. El comienzo del período imperial está marcado por el reinado del 33.º rey de la dinastía Yarlung, Songtsen Gampo. El poder del imperio militar del Tíbet aumentó gradualmente en un territorio diverso. Durante el reinado de Trisong Detsen, el imperio se hizo más poderoso y aumentó de tamaño. En ese momento, un tratado de 783 entre el Imperio tibetano y la dinastía Tang definió las fronteras, como lo conmemora el Pilar Shol Potala en Lhasa. Las fronteras se confirmaron nuevamente durante el reinado posterior del 41.º rey Ralpachen a través de su tratado de 821-823 entre el Imperio tibetano y la dinastía Tang, que también fue conmemorado por tres estelas inscritas. En los primeros años del siglo IX, el Imperio tibetano controlaba territorios que se extendían desde la cuenca del Tarim hasta el Himalaya y Bengala, y desde la cordillera del Pamir hasta lo que ahora son las provincias chinas de Sichuan, Gansu y Yunnan. El asesinato del rey Rapalchen en 838 por su hermano Langdarma, y la posterior entronización de Langdarma seguida de su asesinato en 842 marca el comienzo simultáneo del período de disolución del imperio.

## Historia

### Namri Songtsen y la fundación de la dinastía
El poder que se convirtió en el estado tibetano se originó en el Castillo Taktsé (wylie: Stag-rtse) en el distrito Chingba (Phying-ba) de Chonggyä (Phyongs-rgyas). Allí, según la Crónica Tibetana Antigua, un grupo convenció a Tagbu Nyazig (Stag-bu snya-gzigs) para que se rebelara contra Gudri Zingpoje (Dgu-gri Zing-po-rje), quien, a su vez, era vasallo del imperio Zhangzhung bajo la dinastía Lig myi. El grupo prevaleció contra Zingpoje. En este punto Namri Songtsen (también conocido como Namri Löntsän) era el líder de un clan que, uno por uno, prevaleció sobre todos sus clanes vecinos. Asedió el reino de Sumpa a principios del siglo VII y finalmente lo conquistó. Obtuvo el control de toda la zona que rodea lo que hoy es Lhasa, antes de ser asesinado alrededor de 618. Este estado regional recién nacido sería conocido más tarde como el "Imperio tibetano". El gobierno de Namri Songtsen envió dos embajadas a la dinastía china Sui en 608 y 609, lo que marcó la aparición del Tíbet en la escena internacional.
"Esta primera mención del nombre Bod, el nombre usual para Tíbet en las fuentes históricas tibetanas posteriores, es significativa porque se usa para referirse a una región conquistada. En otras palabras, el antiguo nombre Bod originalmente se refería sólo a una parte de la meseta tibetana, una parte que, junto con Rtsaṅ (Tsang, en tibetano ahora escrito Gtsaṅ) ha llegado a llamarse Dbus-gtsaṅ (Tíbet central)."

## Religión
La religión oficial del imperio fue el taoísmo hasta 738, cuando el emperador Trisong Detsen adoptó el lamaísmo, promovido por sacerdotes indios.
Durante la era de los principados se creyó en la existencia de una diosa madre, Odrub, que regía en todos los aspectos de la vida de los tibetanos. La casta teocrática tuvo gran influencia en el gobierno tibetano, y estaba formada, en su mayoría, por sacerdotes chinos.

## Desaparición

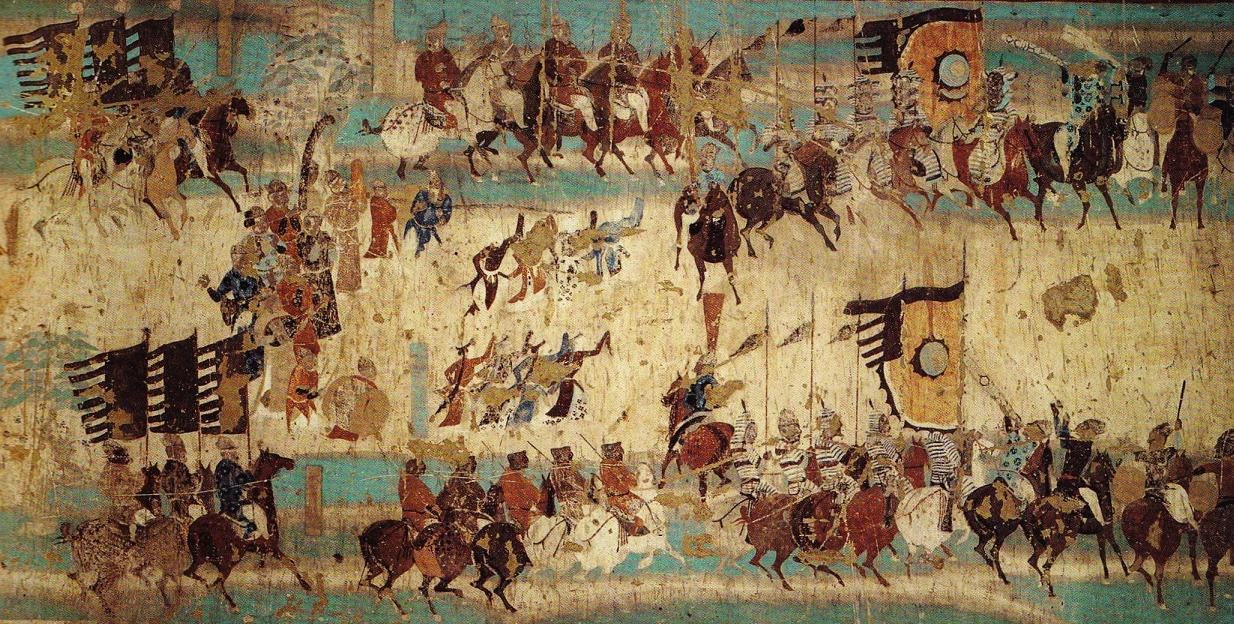
Mural conmemorativo de la victoria del General Zhang Yichao sobre el Imperio del Tíbet en 848. Cuevas Mogao 156, dinastía Tang tardía

Una guerra civil al final del reinado de Langdarma llevó al colapso del Imperio del Tíbet. El periodo subsiguiente, conocido como la Era de la Fragmentación, estuvo dominado por rebeliones contra los restos del Tíbet Imperial y la aparición de señores de la guerra regionales.